# Los Incas
Los Incas – stacja metra w Buenos Aires, na linii B. Znajduje się pomiędzy stacjami Tronador a Echeverría. Stacja została otwarta 9 sierpnia 2003.